# Rugby Colorno (femminile)
Il Rugby Colorno FC è la squadra femminile del Rugby Colorno, club dell'omonimo comune in provincia di Parma.
Istituito nel 2002, partecipa dalla stagione 2010-11 al campionato di prima divisione, del quale fu campione nel 2017-18 per la prima e, al 2022, unica, volta nella sua storia.
La tenuta di gara è completamente rossa e, per tale ragione, le giocatrici della squadra sono note anche con il nome di Furie rosse.
Il terreno interno di gara è il campo Pavesi, dépendance del complesso sportivo di proprietà del club.

## Storia
Le origini della sezione femminile all'interno del club risalgono al 2002 quando, con sforzo pionieristico, diverse principianti si aggregarono a un nucleo di giovani giocatrici guidate dai tecnici Sabatino Pace e Marco Finardi.
La neonata formazione, che assunse il nome di White Tigers (inglese per: Tigri bianche), fu impegnata principalmente nella disciplina a VII non avendo ancora i numeri per allestire una squadra a XV.
Proprio quest'ultima circostanza fece sì che diverse giocatrici del club andassero ad aggregarsi alla limitrofa formazione delle Lupe di Piacenza per prendere parte al campionato di serie A 2003-04.
Nel 2005 il club unì la propria femminile con quella del vivaio di categoria del Viadana per dare origine alla squadra a XV nota come Riva del Po, con guida congiunta di tecnici di entrambe le società ma, già dalla stagione successiva, la squadra aveva assunto la denominazione di Rugby Colorno FC, ovvero quella con la quale disputò la serie A 2006-07, il suo campionato di debutto nel XV.
Dopo quella estemporanea stagione, tuttavia, in cui giunse nelle retrovie del secondo girone di merito del campionato, Colorno dovette attendere il 2010 prima di affrontare nuovamente il torneo a XV; alla stagione del ritorno giunse alla piazza d'onore del secondo gruppo, ma nel 2012 lo vinse, acquisendo il diritto a disputare il barrage-scudetto, tuttavia perso 0-51 contro le padovane del Valsugana.
Alla vittoria del proprio girone di merito corrispose anche l'ascesa al gruppo 1 del campionato 2012-13, nel quale tuttavia giunse solo quinta e quindi fuori dai barrage
Nel 2014, dopo la ristrutturazione del torneo in gironi paritetici, Colorno vinse il proprio e accedette direttamente alle semifinali scudetto, battuto da Monza nella doppia gara (0-30 e 5-56).
Occorsero altre tre stagioni per vedere Colorno ai play-off del campionato: fu infatti solo nel 2017 che, dopo essere arrivato secondo nel proprio girone ed essere passato attraverso una facile qualificazione al barrage contro Bologna (battuta 104-0) e una semifinale vinta senza discussioni contro Frascati, raggiunse il suo massimo risultato fino ad allora, la finale contro le bicampionesse uscenti del Valsugana che, nell'occasione, si rivelarono ancora più esperte delle emiliane e vinsero 32-0.
Stesso incontro, ma con esito opposto, fu riproposto dal campionato nella finale dell'edizione 2017-18: Colorno vinse il proprio girone e in semifinale ebbe la meglio su Villorba per 34-0.
Contro Valsugana, alla sua terza difesa consecutiva del titolo, fu decisiva Michela Sillari, autrice di 15 punti dei 29 con cui Colorno vinse la finale e il suo primo scudetto, diventando anche la seconda squadra non veneta dopo Monza nel 2014 a laurearsi campione d'Italia femminile.

### Giocatrici internazionali
Colorno ha prodotto o schierato un buon numero di giocatrici internazionali che, in tempi recenti, hanno anche rappresentato l'Italia alla Coppa del Mondo 2017.
Tra quelle della prima ora figura Chiara Castellarin (1981), in azzurro fino al 2013 con 16 presenze; tra i prodotti del vivaio locale figurano la citata Sillari (1993) e, a seguire, Gaia Giacomòli (1995) e Veronica Madìa (ibidem), tutte native del Parmense e formatesi a Colorno; tra coloro cresciute altrove invece si citano Maria Grazia Cioffi (1989), figlia d'arte, e Giada Franco (1996), entrambe provenienti da Benevento, ed Elisa Bonaldo (1996), bresciana cresciuta sportivamente nel Calvisano.

## Cronistoria
| Cronistoria del Rugby Colorno FC |
| --- |
| - 2002 · Nascita della sezione femminile del Rugby Colorno con il nome di White Tigers - 2002-05 · Attività di rugby a 7 - 2005 · Unione con il vivaio femminile del Viadana e formazione del Riva del Po - 2006 · Cambio del nome in Rugby Colorno FC - 2006-07 · 4º girone A serie A - 2007-10 · Attività minore - 2010-11 · 2º girone 2 serie A - 2011-12 · 1º girone 2 serie A ammissione al girone 1 serie A sconfitta barrage play-off scudetto - 2012-13 · 5º girone Élite serie A - 2013-14 · 1º girone Sud serie A Sconfitta semifinale scudetto - 2014-15 · 5º girone Nord serie A - 2015-16 · 5º girone 1 serie A - 2016-17 · 2º girone 1 serie A Sconfitta finale scudetto - 2017-18 · 1º girone 1 serie A Campione d’Italia (1º titolo) - 2018-19 · 3º girone 1 serie A Sconfitta semifinale scudetto - 2019-20 · n/a - 2020-21 · n/a - 2021-22 · 3º girone 1 serie A Sconf. 2º turno di barrage - 2022-23 · 3º Eccellenza - 2023-24 · 2º girone B Serie A Élite 3º poule scudetto |

## Palmarès
- Campionati italiani: 1
2017-18